# Tanja Wielgoß
Tanja Wielgoß (* 1972 in Kaufbeuren) ist eine deutsche Managerin, die verschiedene Führungspositionen in kleinen und großen deutschen Unternehmen wahrgenommen hat und wahrnimmt.

## Leben
Wielgoß absolvierte ein soziales Jahr in Texas. Anschließend studierte sie in Jena, London und Aix-en-Provence Politik-, Geschichts- und Wirtschaftswissenschaften. Nach einem Arbeitsaufenthalt am französischen Parlament fertigte sie eine deutsch-französische Doktorarbeit an, die magna cum laude bewertet wurde.
2001 begann sie in Berlin für die Unternehmensberatung Roland Berger zu arbeiten. Ein Hauptprojekt war die Gründung der Initiative Luftverkehr in Deutschland. 2005 wurde sie alleinige Geschäftsführerin beim Bundesverband der Deutschen Fluggesellschaften. Drei Jahre später wechselte sie zurück in die Beratungsbranche, diesmal zu A.T. Kearney.
Von November 2014 bis Dezember 2018 war sie Vorstandsvorsitzende der Berliner Stadtreinigung (BSR). Anschließend war sie von März 2019 bis August 2022 Vorstandsvorsitzende bei der Vattenfall Wärme Berlin AG und hatte damit die Verantwortung für die Berliner Vattenfall-Kraftwerke und das Fernwärmenetz (wobei sie auch als Aufsichtsratsvorsitzende bei der Fernheizkraftwerk Neukölln AG tätig war). In einem Interview mit der Frankfurter Allgemeinen Sonntagszeitung nannte sie ihr Ziel, binnen einer Dekade Berlin kohlefrei und innerhalb einer Generation ohne fossile Brennstoffe zu beheizen.
Seit 2022 ist Wielgoß stellvertretende Aufsichtsratsvorsitzende des 4flow SE. Außerdem begleitete sie Aufsichtsratsmandate bei der Lufthansa Cargo und der ÖBB Infrastruktur AG.
Im Herbst 2023 gründete Tanja Wielgoß die Führungskräfteberatung Stella Circle GmbH.
Sie ist Mitglied im Stiftungsrat der AllBright Stiftung. Zudem begleitet sie das Amt der Vizepräsidentin des Wirtschaftsforums der SPD. Weiterhin ist sie Kuratoriumsmitglied der TU Berlin und beim Fraunhofer Institut für Arbeitswirtschaft und Organisation. Tanja Wielgoß ist außerdem Mitgründerin und Director des Frauenfussball-Clubs FC Viktoria Berlin.